# Claude Préaux de Machéco
Claude Palamède Louis Préaux de Machéco est un homme politique français né le 12 juin 1773 à Dijon (Côte-d'Or) et mort le 3 décembre 1848 à Saint-Privat-du-Dragon (Haute-Loire).

## Biographie
Fils d'un conseiller au Parlement de Bourgogne, il entre dans l'armée et devient maréchal de camp. Il est député de la Haute-Loire de 1815 à 1816, siégeant dans la majorité de la Chambre introuvable.

## Sources
- R. Dumolin, « Biographie des Officiers-Généraux de la Haute-Loire : Claude-Louis-Palamède, comte de Macheco, maréchal-de-camp », Annales de la Société d'agriculture, sciences, arts et commerce du Puy,‎ 1850 (lire en ligne)
- « Claude Préaux de Machéco », dans Adolphe Robert et Gaston Cougny, Dictionnaire des parlementaires français, Edgar Bourloton, 1889-1891 [détail de l’édition]